# Иннокентий Поповский

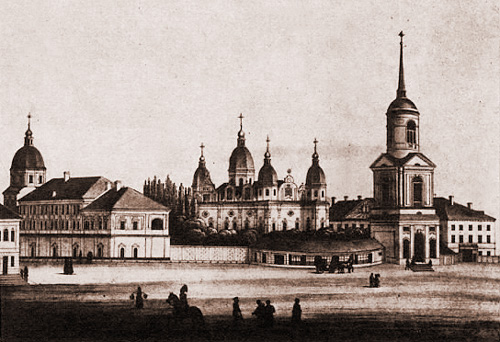
Киево-Братский Богоявленский монастырь

Иннокентий (Илья) Поповский (? — не ранее 1707) — церковный и просветительский деятель, философ, психолог, педагог, ректор Киево-Могилянской академии (1704—1707). Иеромонах.
Был племянником митрополита Киевского, Галицкого и всея Малыя России Варлаама (Ясинского), бывшего ректора Могилянской коллегии.
Начальное образование получил в Киево-Могилянской коллегии, после чего обучался в Пражском университете.
Был приглашён на должность учителя в Киевскую академию. Преподавал философию и психологию.
Читал студентам курс риторики «Concha novas easque praesentis..».
Игумен Братского Богоявленского училищного монастыря в Киеве.
В 1704—1707 годах был ректором Киево-Могилянской академии.